# Gruppo operativo-tattico "Zaporižžja"
Il Gruppo operativo-tattico "Zaporižžja" (in ucraino Оперативно-тактичне угруповання «Запоріжжя»?, Operatyvno-taktyčne uhrupovannja «Zaporižžja», OTU "Zaporižžja"), è una formazione delle Forze terrestri ucraine, costituita durante l'invasione russa dell'Ucraina del 2022 e facente parte del Gruppo operativo-strategico "Tavrija", responsabile del fronte meridionale dal fiume Dnepr a Velyka Novosilka.

## Storia
In seguito allo scoppio dell'invasione su vasta scala dell'Ucraina da parte della Russia l'esercito ucraino ha subito una rapida e importante espansione, costituendo 4 cosiddetti "gruppi operativi-strategici" per supervisionare le operazioni di combattimento, i quali a loro volta comprendono diversi gruppi tattici creati ad hoc per settori particolari del fronte. Il Gruppo "Zaporižžja" gestisce le unità impiegate sulla linea del fronte dell'omonimo oblast', compreso fra il Dnepr e la città di Velyka Novosilka.
Durante le prime fasi del conflitto ha gestito con successo le battaglie difensive di Orichiv e Huljajpole, perdendo invece il controllo della città di Vasylivka, conquistata dalle forze russe il 10 marzo 2022. Per tutto l'anno successivo il fronte in questo settore è rimasto statico. A partire da giugno 2023 il Gruppo "Zaporižžja" ha condotto la controffensiva estiva ucraina, culminata con la riconquista del villaggio di Robotyne.

## Comandanti
- Maggior generale Serhij Litvinov (2022 - 2023)[4]
- Brigadier generale Andrij Hnatov (2023 - giugno 2024)[5]
- Brigadier generale Volodymyr Švorak (giugno 2024 - 2025)[6]
- Brigader generale Dmytro Bratiško (2025 - in carica)[7]